# Eric Salander
Eric Salander, född 1699 i Mariefreds församling, Södermanlands län, död 21 oktober 1764 i Katarina församling, Stockholm var en svensk industriidkare, finanspolitiker och ekonomisk författare.

## Biografi
Eric Salander var son till bokhållaren Erich Pedersson och Anna Maria Christoffersdotter. Om Salanders yttre levnadsomständigheter vet man föga annat än att han var anställd vid Alingsås manufakturverk innan han blev chef för Barnängens manufaktur som var en av de största klädesfabrikerna i Sverige och som vid tiden ägdes av Sveriges riddarhus. År 1745 köpte Salander Barnängen som han sedan ägde under årtionden med olika delägare och medfinansiärer. Han var under den tiden i nära samarbete med Jonas Alströmer. Salander lär också en tid ha ägt en tobaksplantage, men efterlämnade trots detta ingen större förmögenhet när han avled. Salander invaldes i Vetenskapsakademien 1742. År 1739 blev han kommissarie vid Manufakturkontoret för att senare bli dess överkommissarie. 
Redan 1727 uppträdde Salander som författare med Gårdsfogdeinstruction, vilken sedermera efterföljdes av en hel rad skrifter i ekonomiska ämnen, bland andra Genväg till slöjder, som framkallade en skarp motskrift av Anders Nordencrantz, i vilken Salander uppträder som förfäktare av Hattarnas prohibistiska näringspolitik. I sistnämnda arbete förfäktar Salander den mest ytterliga reglementering av manufakturväsendet, nedpressande av arbetslönerna så mycket som möjligt och uppmuntran av arbetarnas äktenskap så att deras talrikhet och fattigdom i förening må tvinga dem jämte hustrur och barn till intensivt arbete åt mästarna för billigt pris. Arbetarna borde hållas i fattigdom, påstod han, för "eljes arbeta de intet". Allt överflödigt bruk av utländska varor borde enligt hans mening avskaffas och husvävnad till försäljning skulle endast fördärva manufakturerna, ansåg han. Textiltillverkning för försäljning borde endast få idkas i städerna, i vilka, proportionellt till stadens storlek, ett visst antal mästare borde fastställas. I annat fall, hävdade Salander, skulle aldrig textilfabrikerna bli tillräckligt lönsamma. Dessa åsikter gav Salander mycket mothugg och kritik, även inom Salanders eget parti, av vilka motståndare bör nämnas Anders Johan von Höpken och  Carl Fredrik Scheffer.
Troligen beroende på att Salander stod i förbindelse med Alströmer, kom han att ha en viss betydelse för den svenska näringspolitiken. Han representerade manufakturisterna, och fick i uppdrag att föreslå en faktorirätt, vilken godkändes av Sveriges riksdag och antogs av K M:t 1739 såsom Hallordning och allmän factorie-rätt. Salander blev därmed arkitekten bakom manufakturpolitiken. Hans faktorirätt har ansetts vara mycket auktoritär och gammalmodig, med tonvikt på ett stort statligt inflytande över ekonomin. Konkret tog sig faktorirätten sig uttryck i skyddstullar, statsunderstöd, samt olika förmåner, allt i syfte att uppbygga en inhemsk industri såsom den främsta grunden till nationell rikedom.